# ارسین پاشا (اسکله)
ارسین پاشا (به لاتین: Ersin Paşa) یک منطقهٔ مسکونی در قبرس است که در ناحیه فاماگوستا واقع شده‌است. ارسین پاشا ۸۶۱ نفر جمعیت دارد.